# Henri Malançon
 (janvier 2015).
Si vous disposez d'ouvrages ou d'articles de référence ou si vous connaissez des sites web de qualité traitant du thème abordé ici, merci de compléter l'article en donnant les références utiles à sa vérifiabilité et en les liant à la section « Notes et références ».
Henri Malançon, né à Paris le 20 décembre 1876 et mort à Voutenay-sur-Cure (Yonne) le 20 décembre 1960, est un peintre français.

## La vie
Henri Malançon naquit dans une famille aisée et cultivée de la bourgeoisie parisienne. Son père était banquier. Il fut élevé par la deuxième femme de celui-ci, Marie-Cornélie Falcon, tragédienne lyrique célèbre sous la monarchie de Juillet (souvent désignée, à tort, comme sa grand-mère). Il fit ses études secondaires au lycée Louis-le-Grand, où il acquit une solide culture classique.
Le 24 mai 1899, il épouse Alice Josse. Leur fille, Germaine (1900-1982), sera successivement l'épouse de Gaston  Bergery, alors haut fonctionnaire proche du Cartel des gauches, et de l'influent journaliste Georges Boris, lequel jouera un rôle important dans la Résistance. Malançon divorce le 24 mai 1924 et épouse l'artiste peintre Antoinette Destrem (1881-1942) un an plus tard. Une tendre complicité les liera jusqu'à la mort de cette dernière, pendant la Deuxième Guerre mondiale.
Après son service militaire, en 1903, il entre à l'Académie Julian, où il commence son apprentissage de la peinture. Il y reste deux ans et se lie avec Yves Alix, Pierre Bompard, le sculpteur Vigoureux, Maurice Savin, Jean Souverbie, Georges Braque, Dunoyer de Segonzac, Frédéric Deshayes, La Fresnaye, Legueult, André Lhote. Sur les conseils de Braque, il poursuit sa formation, de 1905 à 1914, à l'Académie Humbert.
C'est après la Grande Guerre, durant laquelle il a été mobilisé, que Malançon commence sa carrière de peintre. Il prend alors l'habitude de séjourner dans des régions d'élection dont les paysages sont, pour lui, autant de sources d'inspiration. Il choisit d'abord la Bretagne et la Normandie. C'est ainsi qu'on le trouve, en 1923, à Honfleur, en compagnie de Paul-Élie Gernez. Une aquarelle de celui-ci donne à voir Henri Malançon et sa femme peignant Honfleur, tandis qu'une huile de Malançon montre Gernez peignant lui-même le célèbre port du Calvados.
À partir de 1926, Malançon expose régulièrement au Salon d'automne.
En 1930, il organise, à la galerie Eugène Druet, une exposition personnelle qui comprend vingt-cinq tableaux. Le critique d'art Louis Vauxcelles écrit dans le Carnet de la Semaine du 2 mars 1930 : « Malançon — que j'apprécie depuis longtemps et Segonzac, Moreau, Simon Levy, Gernez partagent mon sentiment — est aujourd'hui au meilleur de sa forme. Cet indécis qui s'est cherché longtemps, qu'on sentait dévoré d'inquiétude, s'est aujourd'hui trouvé. Ses accords, d'une rare et précieuse harmonie, la fermeté de sa construction, sont bien à lui. Malançon, indifférent au succès, incapable congénitalement du moindre geste d'arrivisme, est comme étonné, j'allais dire étourdi du succès que lui font les meilleurs… »
Malançon quitte souvent Paris, où il habite au 80, rue Pierre-Demours, pour sillonner la France. Il peint à Céret, Saint-Tropez, à Carnac (où le rejoint Bompard), Pont-l'Abbé, Saint-Paul-de-Vence, Gargilesse dans la Creuse.
En 1934, les Malançon découvrent avec enchantement la colline de Vézelay. Ce site où la nature et l'histoire s'harmonisent à la perfection est bien fait pour plaire aux deux peintres. Ils y font de longs et constants séjours, puis achètent, en 1940, une maison à Voutenay-sur-Cure, près de Vézelay. C'est là que le couple s'installe durant l'Occupation. Mais Antoinette Destrem meurt au mois de février 1942, non sans avoir demandé à leur gouvernante, Lucienne Sautereau, de veiller sur son mari après sa disparition. Elle s'acquittera de cette tâche avec diligence et fidélité.
Affecté par la mort d'Antoinette, Malançon ne peint guère durant les années 1940. Il est toutefois devenu un peintre reconnu, collectionné par les amateurs et travaillant aussi pour des commandes publiques. En fait, les années de guerre sont surtout marquées par ses activités de résistant, avec Lucienne Sautereau, dans le réseau F2. Ils hébergent des réfractaires au Service du travail obligatoire ; de décembre 1944 à la Libération, ils accueillent dans la clandestinité un officier de la Royal Air Force.
Henri Malançon mourut le 20 décembre 1960 : c'est ce jour-là qu'il était entré dans sa quatre-vingt-cinquième année. Sa dernière toile représente, près d'un radiateur, un fauteuil vide.

## L'œuvre

### Situation de Malançon
Comme son ami Dunoyer de Segonzac, Malançon fait partie de ces peintres de l'entre-deux-guerres dont l'œuvre est difficile à classer. Elle restitue néanmoins, par son alliance de mesure et de liberté, ainsi que son élégante simplicité, l'esprit de ce que fut, aux environs de 1920, le Salon d'automne. D'autre part, pour saisir les liens de filiation qu'il noue dans l'histoire de la peinture, il faudrait étudier de près ce qu'il doit au Cézanne d'après 1880. Et aussi quelles leçons, positives et négatives, il sut tirer du fauvisme : sa touche et sa palette ne sont pas sans rappeler celles du « fauve malgré lui » que fut Albert Marquet.
L'isolement de Malançon n'est pas le fait, toutefois, de l'ignorance ou du mépris. Il semble plutôt qu'il y ait eu, de sa part, une espèce de « scepticisme » — le mot est du critique d'art Guy Dornand — à l'endroit des partis pris radicaux de ses contemporains. « Henri Malançon a ignoré l'art artificiel et la virtuosité factice », écrit Dunoyer de Segonzac. Ce jugement, lu en creux, peut paraître injuste ; il n'en éclaire pas moins cette fidélité à soi dont fit preuve Malançon, qui l'amena à développer un style empreint de classicisme, et à toujours  refuser de faire violence au visible ou de malmener l'œil du spectateur.

### La peinture, chose mentale
Malançon choisit de peindre des nus, des natures mortes, des paysages (et souvent des paysages aquatiques — autre point commun avec Marquet). Classique, il l'est dans la manière dont il traite ces thèmes, avec une clarté poussée jusqu'à l'ellipse, le souci de la rigueur dans la construction, le recours à une gamme de couleurs où la maîtrise l'emporte sur l'effet.
Tout l'œuvre de Malançon procède d'une construction mentale imposant l'équilibre et la sérénité à l'espace pictural. Autour d'axes qui favorise l'opposition de la verticalité aux étalements horizontaux, les objets se simplifient, perdent leurs détails, se fixent dans ce qu'ils possèdent d'essentiel. La fleur, le corps humain, la maison, la coupe, l'arbre sont ramenés à leur forme — à leur idée — par une main à la touche rapide et soignée, sans pour autant être jamais schématisés.

## Collections publiques
- Musée d'Avallon
- Musée de Céret
- Musée de l'Annonciade, Saint-Tropez
- Musée de La Haye, Pays-Bas
- Musée de la Manufacture nationale de Sèvres
- Musée de Zurich, Suisse

On trouve également une fresque peinte par Malançon à l'École normale supérieure de la rue d'Ulm.